# Lagartija Nick
Lagartija Nick è singolo del gruppo musicale britannico Bauhaus, pubblicato nel gennaio 1983.

## Descrizione
Il singolo uscì sia in formato 7" che 12" su etichetta Beggars Banquet, e raggiunse la posizione numero 44 nella Official Singles Chart.

## Tracce
7"
1. Lagartija Nick – 3:03
2. Paranoia, Paranoia – 5:04

Durata totale: 8:07
12"
1. Lagartija Nick – 3:04
2. Watch That Grandad Go – 5:36
3. Paranoia, Paranoia – 5:04
4. In the Flat Field (Live in Paris) – 4:07

Durata totale: 17:51